# مسدس رشاش

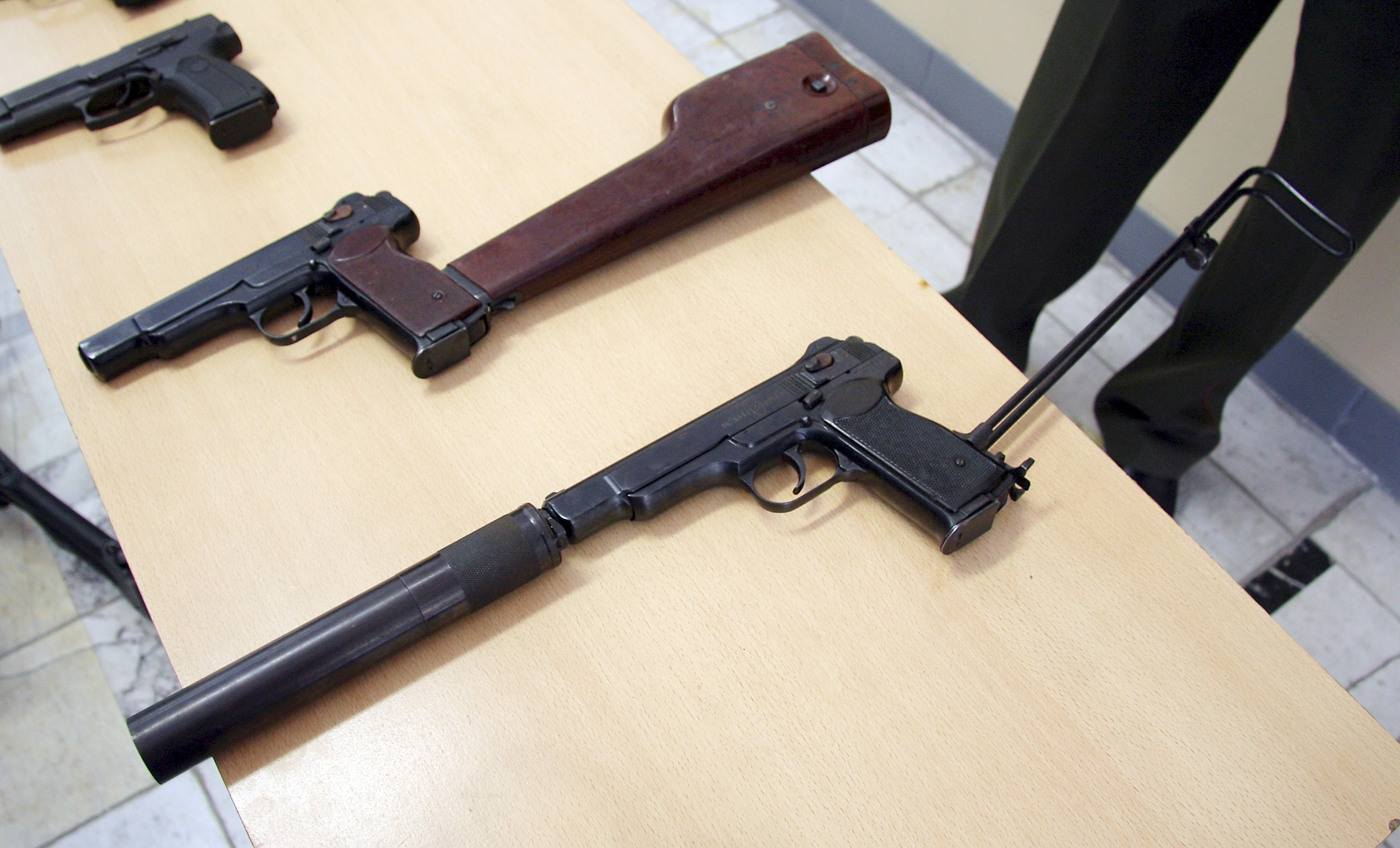
ستشكين الروسي، وهو مسدس رشاش يمكن إختيار وضع إطلاق النار به، دخل الخدمة الروسية في عام 1951.

المسدس الرشاش أو المسدس الأتوماتيكي هو عادة ما يكون مسدس على غرار الرشاش، قادر على إطلاق النار بشكل أتوماتيكي بالكامل [الإنجليزية] أو وضع الدفعات [الإنجليزية]. المصطلح هو ترجمة اقتراضية للكلمة الألمانية "Maschinenpistole". تم تطويره خلال الحرب العالمية الأولى، وتم إصداره في الأصل لأطقم المدفعية الألمانية الذين كانوا بحاجة إلى سلاح للدفاع عن النفس، ولكن أخف وزناً من البندقية ولكن أكثر فعالية من مسدس قياسي. اليوم، تعتبر المسدسات الأتوماتيكية سلاحًا لأغراض خاصة ذات فائدة محدودة، ويصعب على الجميع باستثناء أفضل الرماة التحكم به. 
خلال الحرب العالمية الأولى، قدم النمساويون المسدس الرشاش الأول في العالم مسدس ستاير إم1912 [الإنجليزية]. جرب الألمان أيضًا مسدسات رشاشة، من خلال تحويل أنواع مختلفة من المسدسات شبه الآلية إلى تلقائي بالكامل، مما أدى إلى تطوير أول بندقية رشاشة عمليًا. خلال الحرب العالمية الثانية، تم تجاهل تطوير المسدس الرشاش بشكل أو بآخر لأن القوى الكبرى كانت تركز على مدافع رشاشة كبيرة الإنتاج. بعد الحرب، كان تطوير المسدسات الرشاشة محدودًا ولن تقوم سوى حفنة من الشركات المصنعة بتطوير تصميمات جديدة بدرجات متفاوتة من النجاح. 